# Búrszentgyörgy
Búrszentgyörgy (szlovákul Borský Svätý Jur, németül Bur-Sankt-Georg) község Szlovákiában, a Nagyszombati kerületben, a Szenicei járásban.

## Fekvése
Malackától 21 km-re északra fekszik.

## Története
1394-ben Zsigmond király adománylevelében említik először, amikor Éleskő várát a hozzá tartozó uradalommal együtt szolgálataiért a lengyel Stíbor főúrnak adja. Nevét valószínűleg templomának védőszentjéről, Szent Györgyről kapta. A templom a falu első említésekor már állt. 1466-ban "Zenthgwrt", 1564-ben "Zenthgergh" néven említik. A falunak már a 18. században postaállomása volt. A 19. században az éleskő-szentjánosi uradalomhoz tartozott.
Vályi András szerint "SZENT GYÖRGY. Búr Sz. György. Tót falu Pozsony Várm. földes Ura Gr. Batthyáni Uraság, lakosai katolikusok, fekszik térséges helyen; határja 2 nyomásbéli, leginkább rozsot, és kendert terem; réttye, szőleje elegendő van; zabja, és búzája nem terem, erdeje nem nagy; piatza Sassinban."
Fényes Elek szerint "Szent-György (Bur-), tót f., Poson vármegyében, Sz. Jánoshoz 1 órányira: 2967 kath., 208 zsidó lak., kath. paroch. templommal. Határa róna homokos; nagy erdeje vadakkal bővölködő; legelője elég; négy vizimalma, s az uraságnak egy majorsága van. F. u. gr. Batthyáni Jánosné."
A trianoni békeszerződésig Pozsony vármegye Malackai járásához tartozott.

## Népessége
| Év:            | 1994. | 2004.   | 2014.   | 2024.   |
| -------------- | ----- | ------- | ------- | ------- |
| Emberek száma: | 1577  | 1564    | 1656    | 1603    |
| Eltérés:       |       | -0,82 % | +5,88 % | -3,20 % |

| Év:            | 2023. | 2024.   |
| -------------- | ----- | ------- |
| Emberek száma: | 1608  | 1603    |
| Eltérés:       |       | -0,31 % |

1880-ban 2420 lakosából 2181 szlovák és 31 magyar anyanyelvű volt.
1890-ben 2383 lakosából 2177 szlovák és 35 magyar anyanyelvű volt.
1900-ban 2146 lakosából 2037 szlovák és 32 magyar anyanyelvű volt.
1910-ben 2047 lakosából 1918 szlovák és 69 magyar anyanyelvű volt.
1921-ben 1985 lakosából 1955 csehszlovák és 9 magyar volt.
1930-ban 2059 lakosából 2020 csehszlovák és 3 magyar volt.
1991-ben 1570 lakosából 1527 szlovák és 7 magyar volt.
2001-ben 1572 lakosából 1551 szlovák és 2 magyar volt.
2011-ben 1628 lakosából 1535 szlovák és 2 magyar volt.

## Híres személyek
- Itt született 1808-ban Puchly János, az 1848-as szabadságharc honvédezredese.
- Itt született 1844-ben Moritz Friedlander osztrák zsidó teológus.
- Itt szolgált Lukácsy Béla (1838–1881) római katolikus plébános, országgyűlési képviselő.

## Nevezetességei
- Szent György tiszteletére szentelt római katolikus temploma 1676-ban épült.
- A falu kastélya 1844-ben épült.
- Tomky nevű településrészén két tó, motel, étterem és kemping található.